# 白果乡 (恩施市)
白果乡，是中华人民共和国湖北省恩施土家族苗族自治州恩施市下辖的一个乡镇级行政单位，现乡党委书记是佘辉，乡长是文鹏。

## 行政区划
白果乡下辖以下地区：
白果社区、茅坝槽村、下村坝村、桑树坝村、肖家坪村、瓦场坝村、龙潭坝村、两河口村、乌池坝村、金龙坝村、见天坝村和油竹坪村。

## 中国传统村落
2012年，金龙坝村被评为首批“中国传统村落”。